# Bengaluru
Bengaluru (2006 előtt Bangalor, angol átírással Bangalore, kannada nyelven: ಬೆಂಗಳೂರು) az indiai Karnátaka állam székhelye. Karnátaka délkeleti részén, a Dekkán-fennsíkhoz tartozó Maiszúri-fennsíkon helyezkedik el 920 méter tengerszint feletti magasságon. India egyik legnagyobb városa. Bár történelmi hivatkozások már az i. e. 1. évezred elejéről találhatók, a város folyamatos írott történelme 1537-re vezethető vissza, amikor is I. Kempe Gowda, Bengaluru nagy építője egy erődöt emeltetett a város körül és ezzel létrehozta a Vidzsajanagara Birodalom egyik tartományát.
Miután India 1947-ben elnyerte függetlenségét, Bengaluru a nehézipar központjává fejlődött. A csúcstechnológiai cégek alapítása és sikere Bengaluruban India gazdasági liberalizálását követően, napjainkban az informatikai iparág hatalmas fejlődéséhez vezetett. Az egymillió indiai informatikus körülbelül 30%-a Bengaluruban dolgozik, ezért Bengalurut az „indiai Szilíciumvölgyként” is emlegetik. Bengaluruban található az indiai hadsereg több központi intézménye, így az Indiai Fegyveres Erők Kiképző Parancsnoksága is. A város kozmopolita kultúrája a számtalan vallás és a helyi és idegen kultúrák hatására formálódott. A brit uralom folyamán Bengaluru Dél-India gyarmati központjává fejlődött. Bengaluru kozmopolita jellegének kialakulására hatással volt az éghajlata is, amely átmenetet képez a nedves trópusi és száraz szavanna éghajlat között, és így viszonylag kedvezőbb, mint a többi indiai város nedves trópusi klímája. Történelmileg Bengaluru éghajlata nagyon vonzotta az ipari befektetőket és a jelentős nemzetközi oktatási intézményeket, mint például az Indiai Tudományos Intézetet és az Indiai Jogi Egyetemet.
2005. december 11-én az indiai miniszterelnök, Dharam Szingh bejelentette, hogy a kormány elfogadta a Dzsnanpith-díjas U. R. Ananthamurthi javaslatát, hogy Bangalort átnevezzék a kannada nyelvű nevére, Bengalurura. Az új név 2006. november 1-jétől lépett hivatalos használatba.

## Nevének eredete

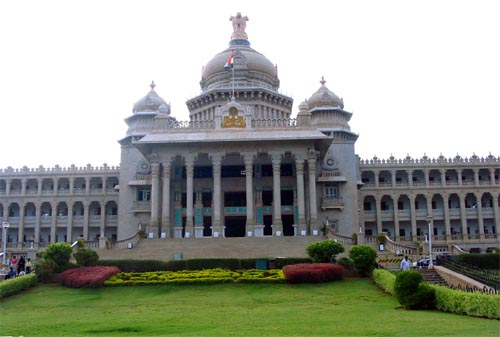
A Vidhana Szoudha, a karnátakai törvényhozó testület székhelye

A Bangalor név az angol Bangalore magyar változata. A város neve kannada nyelven Bengaluru. A kannada nyelvű elnevezés használatát I. Kempe Gowda vezette be a 16. században. A név eredetére vonatkozó híres anekdota szerint a 11. században Hojszala királya, II. Veera Ballala egy vadászat folyamán eltévedt az erdőben. Éhesen és fáradtan egy szegény öregasszonnyal találkozott, aki főtt babot kínált neki. A hálás király a helyet benga kaal-ooru-nak (szó szerinti fordításban a főtt babok városa) nevezte el, amelyből a Bengaluru név származik. A történelmi tények azonban ellentmondanak ennek, a név első előfordulása ugyanis valójában Benga-val-oru (kannada nyelven „az őrök városa”), amit Begur közelében egy 1004-ből származó kőbe vésett felirat örökített meg, mint egy dicsőséges csata helyszínét. A felirat szerint a hely a Ganga-dinasztia által uralt területhez tartozott. Egyes elméletek szerint az elnevezés a Benga vagy Ven-kai virág nevével is kapcsolatba hozható (Pterocarpus marsupium).

## Népesség
A város India egyik legnagyobb városa.

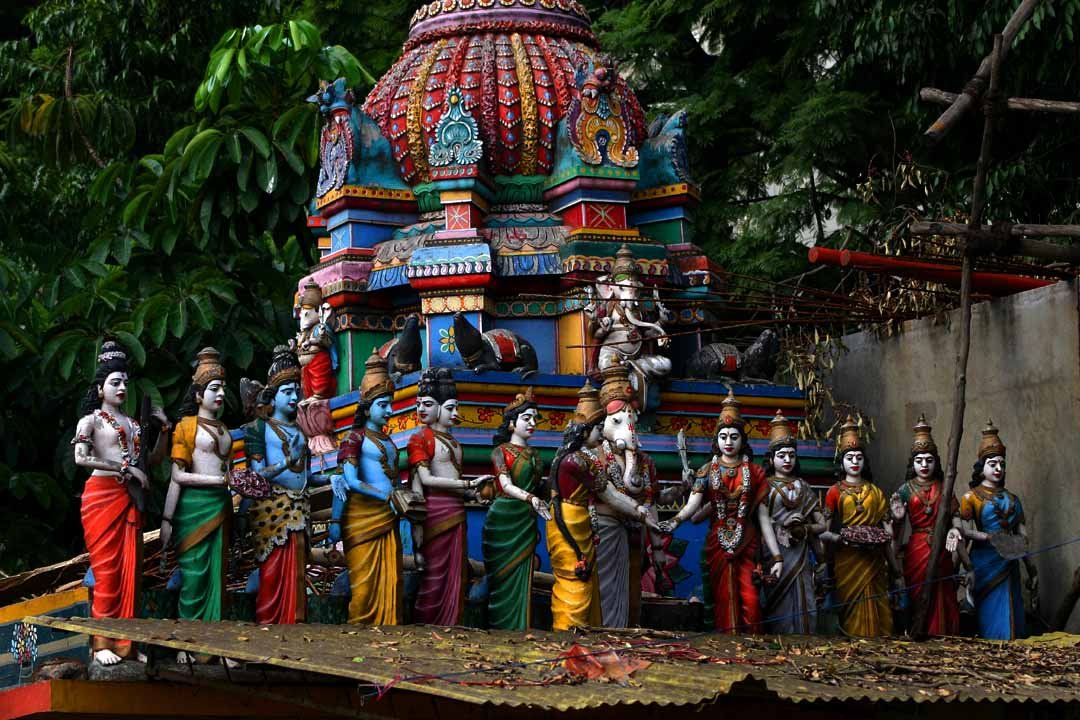
Dravida stílusú Hindu templom Bengaluruban

Népességének változása:
| Lakosok száma | 6 537 124 | 9 621 551 | 11 250 000 | 12 327 000 |
|               | 2001      | 2011      | 2019       | 2020       |

### Népcsoportok
A lakosság 38%-a kannada. További jelentősebb kisebbséget alkot a Tamilnáduból, Keralából és Ándhra Pradesből származó lakosság. 

### Nyelv
A kannada nyelv Karnátaka hivatalos nyelve, széles körben használt Bengaluruban. Emellett még a tamil, a telugu és a hindi nyelv is használatos. A hivatalokban az angol a közvetítő nyelv.

### Vallás
A 2001. évi népszámlálási adatok alapján Bengaluru 79,37%-a hindu vallású – ez az adat körülbelül megegyezik a országos arányukkal. A város lakosságának 13,37%-a muszlim – ez szintén megfelel az országos aránynak, a keresztények és a dzsainizmus közvetői a lakosság 5,79%-át, illetve 1,05%-át alkotják, amely az országos arányuk kétszeresének felel meg. 

### Egyéb
Bengaluru lakosságának 47,5%-a nő. A lakosság írástudásának aránya 83%, a második legmagasabb Indiában Mumbai után. A város lakosságának csupán 6%-a dolgozik a mezőgazdaságban. A lakosság körülbelül 10%-a nyomornegyedekben lakik – ez viszonylag alacsony a harmadik világ más városaihoz hasonlítva (például Mumbai – 54%, Nairobi 60% stb.). 2001-ben Bengaluru lakosainak az egy főre eső éves átlagos jövedelme 1110 USA dollár volt. 2003-as adatok alapján Bengaluruban a legmagasabb a bűnözési arány Indiában.

## Történelme

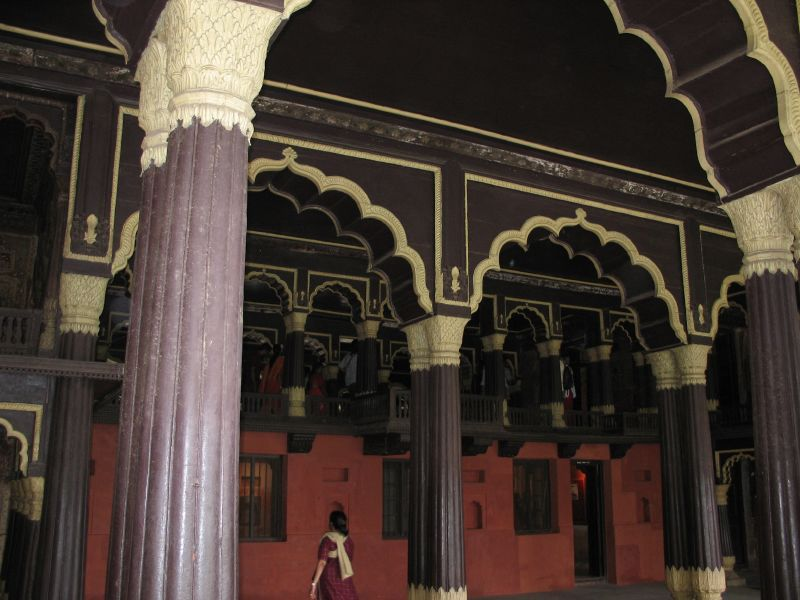
Tipu szultán nyári palotája Bengaluruban, eredetileg az 1537-ben I. Kempe Gowda által épített erőd része volt, majd Tipu szultán 1791-ben újíttatta fel

1015 és 1116 között a tamilnádui Csola-dinasztia (Cholas) uralkodott a város felett, amikor is a Hojszalai Birodalom uralma alá került. A mai Bengalurut I. Kempe Gowda, a Vidzsajanagara Birodalom egyik vazallusa alapította, aki 1537-ben sárerődöt emelt a város köré. Kempe Gowda gandu bhoominak, azaz „a hősök földjének” is nevezte Bengalurut. Az erődön belül a várost több kerületre (pete) osztotta. A városnak két főutcája volt: a Chickpete utca keletről nyugatra haladt, a Dodpete utca pedig északról délre. A két utca a Dodpete téren keresztezte egymást Bengaluru szívében. Kempe Gowda utódja, II. Kempe Gowda négy híres tornyot épített Bengaluru határain. A vidzsajanagara uralom alatt Bengalurut Devarájanagarának és Kalijánapurának („sikeres”) is nevezték. A Vidzsajanagara Birodalom bukása után Bengaluru különböző uralmak alá került. Először a maratha Sahadzsi Bhonszle (Shahaji Bhonsle) kerítette hatalmába a várost a mogul inváziót megelőzően. A város a Maiszúri Királyság részévé vált, amikor a mogul uralkodó Aurangzeb 1689-ben a várost bérbe adta Csikkadeva Radzsa Vodejarnak (Chikkadeva Raja Wodeyar). II. Krisnaradzsa Vodejar (Krishnaraja Wodeyar) 1759-ben bekövetkezett halála után a maiszúri hadsereg főparancsnoka nevezte ki magát Maiszúr (Mysore) tényleges uralkodójává. A királyság később Haider Ali fiának, Tipu szultán]nak uralma alá került. Végül Bengaluru a Brit Birodalom részévé vált, miután Tipu szultán a negyedik angol–maiszúri háborúban, 1799-ben meghalt. A brit uralom alatt Bengaluru közigazgatási szempontból a maiszúri maharadzsa, politikailag Madrász ellenőrzése alá tartozott. A Maiszúri Királyság Maiszúr városából Bengaluruba helyezte át a központját. Ez alatt az időszak alatt két fontos fejlesztés biztosított gyors fejlődést a városnak – a távíró bevezetése, valamint 1864-ben a vasúti összeköttetés Madrásszal.
1898-ban pestis sújtotta Bengalurut, ami jelentősen lecsökkentette a lakosság számát. A brit hatóságok telefonvonalakat fektettek le, hogy segítsék a járvány megfékezését. 1906-ban Bengaluru lett India első városa, ahol bevezették az elektromos áramot, amelyet a Sivanaszamudrában (Shivanasamudra) lévő vízerőmű szolgáltatott. Amikor a város 1927-ben IV. Krisnaradzsa Vodejar uralkodásának évfordulóját ünnepelte, India kertvárosának (Garden City) nevezték el. Több kertépítési program kezdődött ekkor, valamint különböző középületeket és kórházakat építettek. 1947 augusztusában India felszabadulása után Bengaluru Maiszúr állam uralma alá került. A 40-es és 80-as évek között Bengaluru gyors fejlődésen ment keresztül. Számos betelepülő érkezett Észak-Karnátakából és Kodaguból. 1961-re Bengaluru India 6. legnagyobb városa lett 1,2 millió lakossal. Az elkövetkező évtizedekben a gyáripar egyre jobban fejlődött és ez különböző magáncégek megjelenéséhez vezetett, mint például a Motor Industries Company (MICO) (amely a Robert Bosch GmbH egy leányvállalata). 1980 és 1990 között az ingatlanpiacon óriási fellendülés következett be, ami vonzotta a befektetőket az ország többi részéről, akik a gyarmati lakóházak helyére többszintes modern lakótömböket emeltek. Az 1990-es évektől folyamatos a külföldi befektetők érdeklődése Bengaluru iránt. Található itt Pizza Hut és Kentucky Fried Chicken, valamint ANZ Bank és Citibank. A város legnagyobb médiaeseménye az 1996-os Miss World szépségverseny volt, melyet 2 milliárd néző kísért figyelemmel világszerte.

## Földrajza

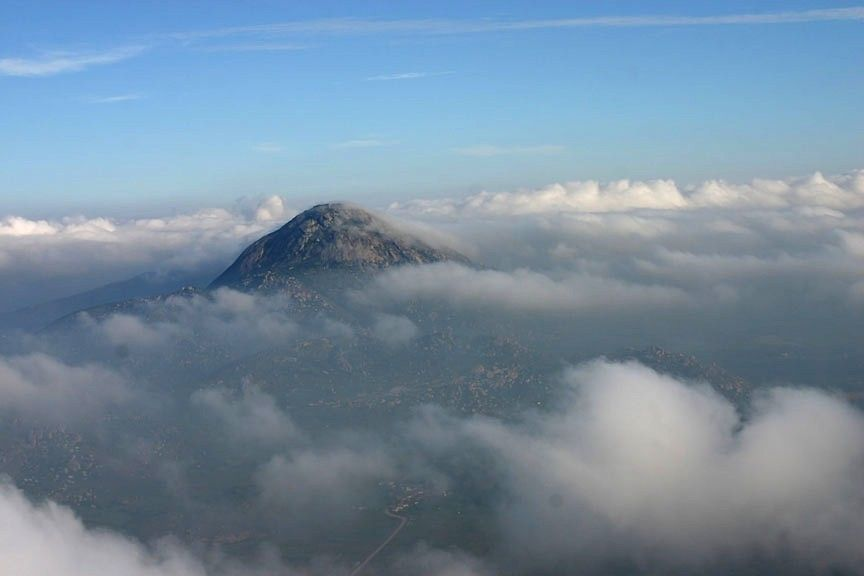
A Nandi-hegy, Bengalurutól 60 km-re északra

Bengaluru Karnátaka, dél-indiai állam délkeleti részén fekszik. A Maiszúri-fennsík szívében terül el. A város átlagos tengerszint feletti magassága 920 méter. Bengaluru északkeletről Kolarral, északnyugatról Tumkurral, délkeletről Maiszúrral, délről pedig Tamilnáduval (Tamil Nadu) határos. A város 3 negyedre (úgynevezett talukokra) van osztva: Észak-Bengaluru, Dél-Bengaluru és Anekal. Dél-Bengaluru taluk egyenetlen vidék, dombokkal és völgyekkel. Bengaluru többi részének domborzata sík, eltekintve a középen húzódó hegygerinctől. Bengaluru legmagasabb pontja Doddabettahalli, amely 962 méter magas és ezen a hegygerincen helyezkedik el. Jelentősebb folyók a városban nem találhatók. Az Arkavathi és Kaveri folyók a Nandi-hegynél (Nandi Hills) találkoznak. A Vrisabhavathi (Vrishabhavathi) folyó, az Arkavathi egy mellékfolyója a Baszavanagudi (Basavanagudi) városrészből ered és keresztülfolyik a városon. Az Arkavathi és Vrisabhavathi folyók hordják el a város szennyvízének jelentős részét. A 16. században I. Kempe Gowda több tavat épített, hogy kielégítse a város vízszükségletét. Később, a 20. században a Nandi-hegyi vízművek, Mirza Iszmail (Sir Mirza Ismail) megbízásával megfelelő vízellátást biztosított a fejlődő város számára. Bengaluru ma nagy részben a Kaveri-medence vízgyűjtőjére támaszkodik, valamint a Vrisabhavathi és Arkavathi víztisztítóira, hogy ellássák a 6 milliós lakosság szükségletét. Bengaluru így napi 800 millió liter vízhez jut, sokkal többhöz, mint bármely más indiai város. Ennek ellenére a vízhiány, főleg a nyár folyamán mindennapos.
Bengalurunak jó néhány édesvízű tava és víztározója van, ezek közül a legnagyobb a Madivala-víztározó, a Hebbal-tó, az Ulsoor-tó és a Szankei-víztározó (Sankei tank). Bengaluru megfelelő mennyiségű esővizet kap az északkeleti és a délnyugati monszunokból. A Hindusztáni Gneiszhegység (Peninsular Gneissic Complex) a legjelentősebb hegység a térségben. Bengaluru termőföldjei vörös lateritből és vörös agyagos földből állnak. A város növényzete jellemzően lombhullató fákból, valamint kisebb mennyiségben pálmafákból áll. Bengalurut nagyobb szeizmikus mozgások nem érintik, mivel szeizmológiai szempontból stabil zónában fekszik (II-es zóna), feljegyzések csupán enyhébb földrengésekről találhatók.

### Éghajlat
Optimális tengerszint feletti magasságának köszönhetően Bengaluru éghajlata egyenletes az egész év folyamán. A téli hőmérséklet csak ritkán esik 12 °C alá, a nyári hőmérséklet viszont ritkán emelkedik 38 °C fölé. A legcsapadékosabb hónap augusztus, szeptember és október, ebben a sorrendben. A nyári hőséget meglehetősen gyakori zivatarok enyhítik, az időnkénti viharok időnként áramkimaradást és árvizeket okoznak. A csapadék többségében késő délután vagy éjszaka esik, a délelőtti eső nagyon ritka.
| Hónap                                                                         | Jan. | Feb. | Már. | Ápr. | Máj. | Jún. | Júl. | Aug. | Szep. | Okt. | Nov. | Dec. | Év   |
| ----------------------------------------------------------------------------- | ---- | ---- | ---- | ---- | ---- | ---- | ---- | ---- | ----- | ---- | ---- | ---- | ---- |
| Rekord max. hőmérséklet (°C)                                                  | 32,8 | 35,9 | 37,3 | 39,2 | 38,9 | 38,1 | 33,3 | 33,3 | 33,3  | 32,4 | 31,7 | 31,1 | 39,2 |
| Átlagos max. hőmérséklet (°C)                                                 | 27,9 | 30,7 | 33,1 | 34,0 | 33,3 | 29,6 | 28,3 | 27,8 | 28,6  | 28,2 | 27,2 | 26,5 | 29,6 |
| Átlagos min. hőmérséklet (°C)                                                 | 15,8 | 17,5 | 20,0 | 22,0 | 21,7 | 20,4 | 19,9 | 19,8 | 19,8  | 19,6 | 18,0 | 16,2 | 19,2 |
| Rekord min. hőmérséklet (°C)                                                  | 7,8  | 9,4  | 11,1 | 14,4 | 16,7 | 16,7 | 16,1 | 14,4 | 15,0  | 13,2 | 9,6  | 8,9  | 7,8  |
| Átl. csapadékmennyiség (mm)                                                   | 2    | 5    | 19   | 42   | 107  | 107  | 113  | 147  | 213   | 168  | 49   | 16   | 987  |
| Havi napsütéses órák száma                                                    | 262  | 248  | 271  | 257  | 241  | 137  | 112  | 114  | 144   | 173  | 190  | 212  | 2361 |
| Forrás: Indian Meteorological Department , NOAA (humidity and_sun: 1971–1990) |      |      |      |      |      |      |      |      |       |      |      |      |      |

## Gazdaság

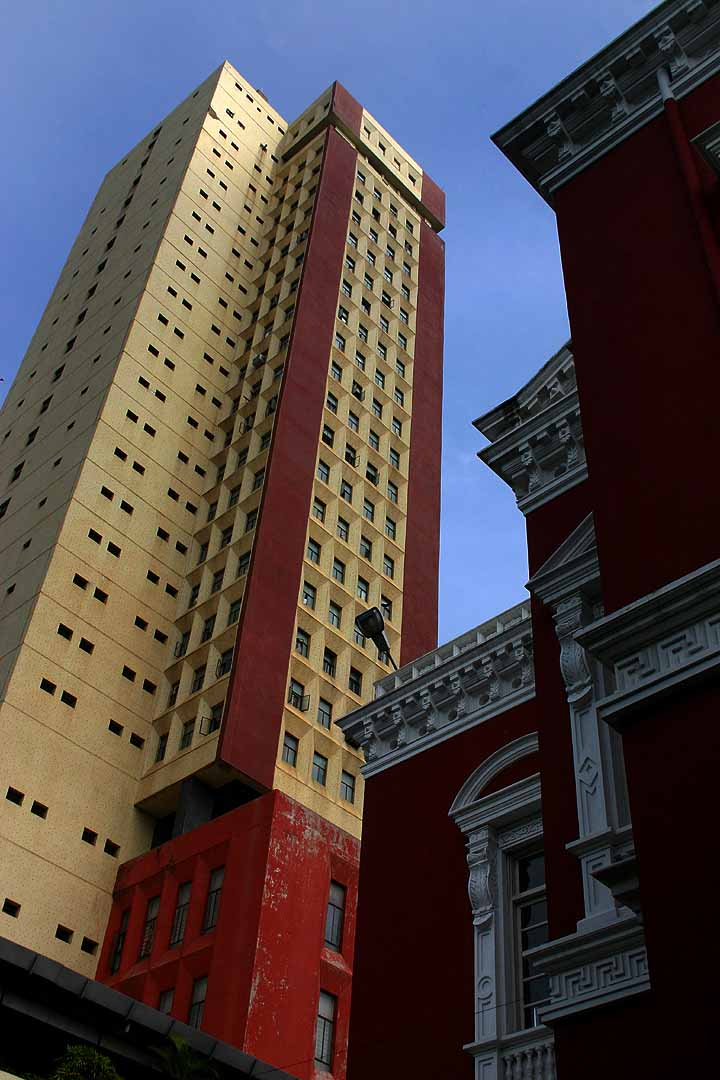
Public Utility Building az MG Roadon Bengaluru jelentős kereskedelmi épülete.

Bengaluru 59,1 milliárd dolláros gazdaságával India egyik legnagyobb gazdasági központja. 2001-ben 3,7 milliárd dolláros külföldi befektetéssel a harmadik legnagyobb volt az indiai városok között. 1940-ben Mirza Iszmail (Sir Mirza Iszmail) és Moksagundam Viszveszvaraja (Sir Mokshagundam Visvesvaraya) jelentős szerepet játszott Bengaluru ipari fejlődésében. Bengaluru számos nehézipari cég központjának ad otthon, köztük a Hindustan Aeronautics Limited (HAL) (repüléstan), National Aerospace Laboratories (NAL) (űrkutatás), Bharat Heavy Electricals Limited (BHEL) (nehézipar), Bharat Earth Movers Limited (BEML) és Hindustan Machine Tools (HMT) (gépgyártás). 1972 júniusában megalakult a Indian Space Research Organization (ISRO) (Indiai Űrkutatási Szervezet) bengalurui központtal. Az ISRO fejlesztette ki és lőtte fel India első műholdját, az Árjabhatát, valamint számos további műholdat, köztük a Bhaszkara, Rohini és az APPLE. Az ISRO irányítja India ambiciózus holdkutatási programját is. Bengalurut „India Szilíciumvölgyének” is nevezik az itt található informatikai cégek nagy száma miatt, amellyel India 12,2 milliárd dolláros informatikai és szoftver exportpiacának legnagyobb közreműködője. Bengalurue informatikai iparága 3 részre osztható – Software Technology Parks of India, Bengalurue (STPI) (India software technológiai parkja), International Technology Park Ltd. (ITPL) (nemzetközi technológia park) és az Electronics City (elektronikai város).
Az Infosys és a Wipro, India második és harmadik legnagyobb szoftvercégei az Electronics City-ben találhatók. Az információs technológia fejlődése egyedülálló kihívások elé állította a várost. Számottevő ideológiai vita alakult ki a város informatikai vezetői és a hagyományos bürokratikus kormány közt – akiknek a választási bázisa főleg a karnátakai mezőgazdasági munkásokra épül. 2004 júliusában a Wipro elnöke, Azim Premdzsi cége Bengaluruból való kitelepítésével fenyegetőzött. A biotechnológia szintén gyorsan fejlődő iparág Bengaluruban. Az Indiában lévő közel 270 biotechnológiai cégből 97 Bengaluruban található. Az itt található Biocon, a legnagyobb indiai biotechnológiai cég a bevételei alapján a világon a 16. Bengaluru ad otthont Dél-India legnagyobb tőzsdéjének is, a Bengaluru Stock Exchange-nek.

## Közlekedés
Bengaluru HAL repülőtere (Hindustan Airport, IATA kód:BLR) mind belföldi mind pedig külföldi reptérként működik. Ez India negyedik legforgalmasabb repülőtere. Bengaluruból egyenes járatok vannak Ázsia és Európa több városába. India gazdaságpolitikájának liberalizálása jelentősen megnövelte a belföldi járatok számát. A bengalurui központú Air Deccan légitársaságnak van a legtöbb járata Bengaluruba. További olcsó (fapados) légitársaságok közé tartozik a SpiceJet, Kingfisher Airlines, Jet Airways és a Go Air belföldi járatokkal. Szemben az ország legtöbb repülőterével, amelyeket az Indiai Légikikötői Hatóság (Airports Authority of India) irányít, a bagalori HAL repteret a félig állami tulajdonú Hindustan Aeronautics Limited működteti, amely a repteret saját fejlesztésű gépek tesztelésére is használja. Ez sokáig elhúzódó viaskodáshoz vezetett a reptér működtetetési jogát illetően a HAL és a karnátakai kormány között. 1991-ben nagyszabású tervek készültek a Bengalurui nemzetközi repteret illetően. A programot azonban folyamatosan késleltették az érintett magáncégek valamint a központi és állami kormány között zajló viták. Végül az építkezéshez szükséges 288 millió dollárt 2004 júniusában folyósították. A legnagyobb részvényesek közé tartoznak a Siemens-Zurich Airport-L&T conzorcium, az Airports Authority of India és a Karnataka State Investment and Industrial Development Corporation. Az építkezés 2005 júliusában kezdődött meg.
Bengalurunak megfelelő vasúti összeköttetése van az ország többi részével az Indiai Vasutak (Indian Railways) által. A Radzsdhani Express Bengalurut Újdelhivel köti össze. Bengalurunak további vasúti összeköttetései vannak a következő városokkal: Mumbai (Udayan, Chalukya, Kurla Express), Csennai (Madras Mail, Brindavan Express), Kolkata (Yeshvanthpur-Howrah Express) és Haidarábád.

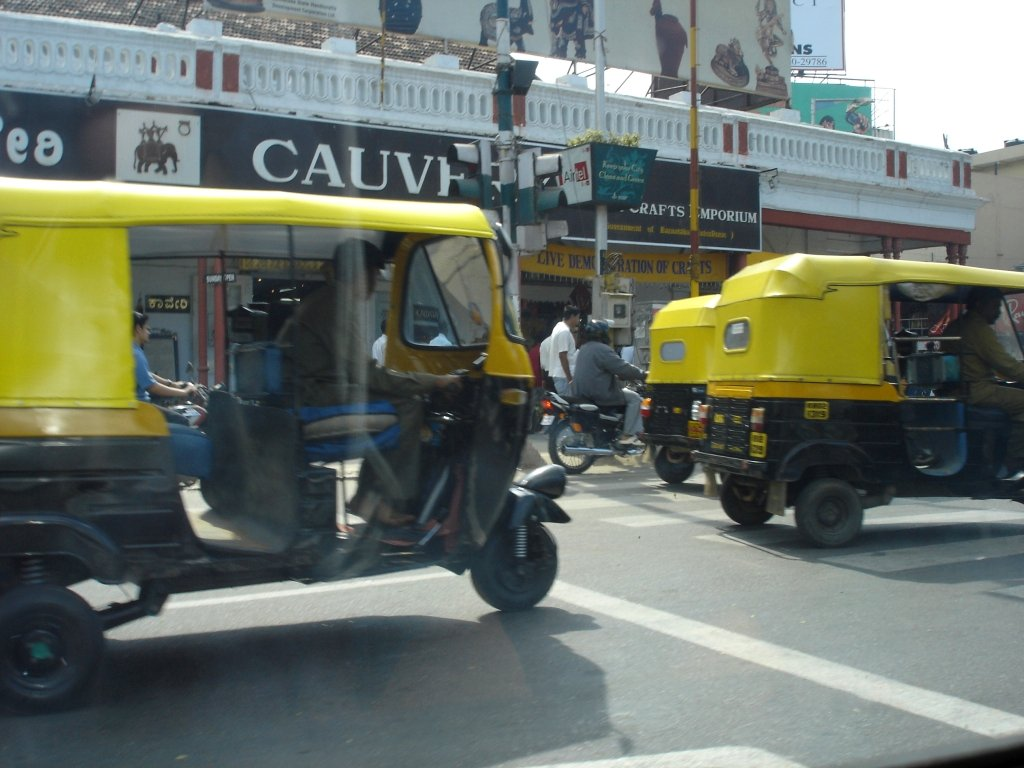
Az autóriksa szintén egy népszerű közlekedési eszköz Bengaluruban.

A három kerekű fekete és sárga autóriksa – melyet leggyakrabban csak autónak neveznek – a tömegközlekedés egyik népszerű formája. Az autóriksák képesek akár három utast is szállítani. Bengaluruban szintén jenetős számú taxi található különböző taxicégek kezelésében. A taxik négy ember szállítására alkalmasak, de jelentősen drágábbak mint az autóriksák. A Bengalurue Metropolitan Transport Corporation (BMTC) (Bangalori Városi Közlekedési Hivatal) 3207 városi buszt üzemeltet, melyek átlagosan 2,8 millió utast szállítanak. A városi metró jelenleg építés alatt áll és üzembe helyezését 2008-ra tervezik. Az első fázisban 33 km-es szakaszt terveznek 32 állomással.

## Sport
A városban, ahogy egész Indiában, rendkívül népszerű a krikett. A legfontosabb helyi csapat a Royal Challengers Bengaluru.